# Vicente Martín y Soler
Vicente Martín y Soler o Vicent Martín i Soler (Valencia, 2 de mayo de 1754 - San Petersburgo, 30 de enero de 1806), de nombre completo Atanasio Martín Ignacio Vicente Tadeo Francisco Pellegrin Martín y Soler, fue un compositor principalmente de óperas y ballets, de origen español y de reconocido prestigio internacional. Trabajó en Italia, donde era conocido como (Vincenzo) Martini il Valenziano, en Austria, como Ignaz Martini, y en el último tercio de su vida en el Imperio ruso.

## Biografía
En la biografía que sobre el músico escribió Giuseppe de Matteis, única biografía publicada de Martín y Soler, dice "Se sabe poco de los primeros años de su vida". Nació en 1754, hijo del cantante, de niño cantaba en el coro en la catedral de Valencia. Estudió música en la ciudad de los Estados Pontificios de Bolonia con el famoso maestro y teórico de la música, el franciscano Giovanni Battista Martini (Padre Martini). 
En 1775 pasa a residir en Madrid, donde en el mismo año debutó con la ópera Dos avaros. Ese mismo año, a la edad de 21 años, se estrenó para la corte su ópera Il tutore burlato en el Palacio Real de la Granja de San Ildefonso.

### Nápoles
En 1777 llega a Nápoles patrocinado por el heredero de la Casa de Borbón, con el título de Príncipe de Asturias, más tarde Carlos IV. Introducido en la corte empezó a escribir óperas y ballets con Charles Lepicq, que era un coreógrafo muy reputado en ese momento. Se cuenta que tenía todo el apoyo real, hasta tal extremo que el propio Rey de Nápoles intervino en dos ocasiones para librarlo de la cárcel, donde había llegado por un tema de deudas. Sus óperas ("Iphigenia in Aulis", 1779 ; "Andromache", 1780, libreto de Apostolo Zeno; "Hypermnestra", 1780, libreto de Metastasio ; "Parthenopa", 1782 , el libreto de Metastasio) se organizaron con éxito en varias ciudades italianas.
Al año siguiente, Martín y Soler llegó a invitar a Fernando IV a participar en un concierto espectacular celebrado el 20 de julio al aire libre. Se reunió a una orquesta y veinte cañones en el puerto de Nápoles, los cañones debían disparar salvas, y fue el propio Fernando IV y el príncipe de Butera los que hicieron de artilleros.

### Establecimiento en Viena
En el Sacro Imperio Romano Germánico, en 1785 y por invitación de la esposa del embajador español, se trasladó a Viena a la corte del emperador José II donde alcanzó un gran éxito, así que se estableció allí y compuso óperas sobre textos de Lorenzo da Ponte, con quien entabló una gran amistad, como Una cosa rara, ossia Bellezza ed onestà, L'arbore di Diana o Il burbero di buon cuore. Allí conoció, además, la obra de Mozart y Salieri. 
Su ópera Una cosa rara llegó a reponerse 55 veces en pocos años y fue uno de sus mayores éxitos; de hecho, una melodía del final del primer acto fue usada por Mozart en el segundo acto de su Don Giovanni, en la escena del banquete; precisamente en esta obra figura —al parecer por vez primera— una melodía considerada como la «madre» del vals, tipo de composición que pronto llegaría a ser popular primero en Viena y luego en el resto del mundo. Al año siguiente volvió a cosechar grandes aplausos con su L'arbore di Diana, que entre 1787 y 1792 recibió de 65 a 70 representaciones en el Burgtheater de Viena, de forma que fue una de las óperas en italiano más representadas de la época.

### La etapa rusa
En 1788, la emperatriz Catalina II de Rusia lo invitó a la corte de la nueva ciudad imperial de San Petersburgo y lo nombró director de su Ópera. Allí vivió y trabajó hasta su muerte. Compuso nuevas óperas, algunas de ellas en idioma ruso y de tema cervantino como El desgraciado héroe Kosmetovich de 1789, con un libreto escrito en parte por Catalina y de ciertas connotaciones políticas, ya que trataba de ridiculizar al monarca vecino Gustavo III de Suecia. El estilo de la ópera italiana se conservó en las composiciones del Martín y Soler en su etapa rusa, aunque introdujo melodías de canciones tradicionales rusas.
Tras un breve intento de instalarse en Londres entre 1793 y 1796, donde representó con éxito, siempre con libreto de su amigo Lorenzo da Ponte, aunque esta vez inspirado en La fierecilla domada de Shakespeare, La capricciosa corretta; como quiera que las siguientes obras no tuvieron igual repercusión, volvió a San Petersburgo y en 1798 el antifrancés Pablo I lo nombró consejero privado como desafío a la implantación de la ópera francesa en Rusia; sin embargo, al ser asesinado Pablo I en 1801 en una conspiración en la que había intervenido otro español, el almirante José de Ribas, se apartó de la corte, se dedicó en exclusiva a la enseñanza y abandonó la composición. Allí murió, llegando a ser tan conocido como Mozart. Luego fue olvidado hasta finales del siglo XX. 
La esposa del compositor era luterana, y fue enterrado en el cementerio evangélico Smolensky de San Petersburgo.

## Obra
Su música fue muy apreciada por sus contemporáneos; compuso más  de treinta óperas y una veintena de ballets para teatros del mayor rango: el San Carlo de Nápoles, el Burgtheater de Viena, el Hermitage de San Petersburgo o el King's Theatre de Londres. Sus obras fueron interpretadas por los mayores cantantes del momento, como el castrato Luigi Marchesi, los tenores Giovanni Ansani y Michael Kelly, las sopranos Maria Balduchichi, Luisa Todito o Nancy Storace, y sus ballets merecieron la coreografía de Charles Lepicq o Domenico Rossi. Tuvo a su disposición a los mejores libretistas de su tiempo, como Pietro Metastasio o Da Ponte, y fue el músico predilecto de la mayor parte de los soberanos de su tiempo: Carlos IV del Reino de España, José II del Sacro Imperio Germánico, Catalina II de Rusia.
En cuanto a estilo, su música corresponde al clasicismo vienés: dulce y llena de gracia merced al predominio de la melodía, la estructura a tres voces y la periodicidad del fraseo y de la forma. Muchas de sus melodías tienen un carácter pastoril en cuanto que presentaban un metro de contradanza (en 6/8). Durante su carrera compuso principalmente óperas líricas, muchas de las cuales alcanzaron en su tiempo grandes éxitos. La culminación de su carrera la alcanzó en Viena con tres dramas jocosos con libreto de Da Ponte: Il burbero di buon cuore (1786), Una cosa rara (1786) y L'arbore di Diana (1787).
Para celebrar el aniversario de su nacimiento, en 2004, el Instituto Complutense de Ciencias Musicales (ICCMU) ha ido publicando paulatinamente ediciones críticas de las principales obras de Martín y Soler, a cargo de especialistas como Irina Kriajeva, Leonardo Waisman o Christophe Rousset, que han facilitado una cierta recuperación de la obra del valenciano en escenarios de diversos países europeos. Asimismo, en 2006 se celebró en Valencia un congreso internacional dedicado a la figura de Martín y Soler, bajo la dirección científica de Dorothea Link y Leonardo Waisman.

### Óperas
Se conservan 21 óperas de Martín y Soler. El año y la ciudad se refieren a la primera representación:
- Il tutore burlato (La madrileña) (ópera bufa, basada en La finta semplice de Pasquale Mililotti, 1778, Madrid)
- Ifigenia in Aulide (drama musical, libreto de Luigi Serio, 1779, Nápoles)
- Ipermestra (drama musical, libreto de Pietro Metastasio, 1780, Nápoles)
- Andromaca (drama musical, libreto de Apostolo Zeno, 1780, Lucca)
- Partenope (composición dramática, libreto de Pietro Metastasio, 1782, Nápoles)
- L'amor geloso (acción teatral cómica, 1782, Nápoles)
- In amor ci vuol destrezza (ópera bufa, libreto de Carlo Giuseppe Lanfranchi-Rossi, 1782, Venezia)
- Vologeso (drama musical, libreto de Apostolo Zeno, revisado por Vittorio Amedeo Cigna-Santi, 1783, Turín)
- Le burle per amore (drama jocoso, libreto de Marcello Bernardini, 1784, Venecia)
- La vedova spiritosa (drama jocoso, 1785, Parma)
- Il burbero di buon cuore (drama jocoso, libreto de Lorenzo Da Ponte sobre una obra de Carlo Goldoni, 1786, Viena)
- Una cosa rara, ossia bellezza ed onestà (drama jocoso, libreto de Lorenzo da Ponte, 1786, Viena)
- L'arbore di Diana (drama jocoso, libreto de Lorenzo da Ponte, 1787, Viena)
- Gorebogatïr' Kosometovich (drama musical, 1789, San Petersburgo)
- Pesnoliubie (Melómano) (drama musical, 1790, San Petersburgo)
- Fedul' s det'mi (drama musical, 1791, San Petersburgo)
- La scuola dei maritati (La capricciosa corretta; Gli sposi in contrasto; La moglie corretta) (ópera cómica, libreto de Lorenzo da Ponte, 1795, Londres)
- L’isola del piacere (L’isola piacevole) (ópera cómica, libreto de Lorenzo da Ponte, basado en L'isola della fortuna de Giovanni Bertati, 1795, Londres)
- Le nozze de' contadini spagnuoli (intermezzo, 1795, Londres)
- Camille ou Le souterrain (comedia con intermedios musicales, libreto de Benoît-Joseph Marsollier des Vivetières, 1796, San Petersburgo)
- La festa in villaggio (ópera cómica, libreto de Ferdinando Moretti, 1798, San Petersburgo).

### Otras obras
- Cantata a tres voces (1778, Nápoles)
- Philistaei a Jonatha dispersi (actio sacra, 1784, Venecia)
- Il sogno (cantata para tres sopranos y orquesta, texto de Lorenzo Da Ponte, 1787, Viena)
- La deità benefica (cantata, texto de Ferdinando Moretti, 1790, San Petersburgo)
- Strofe (cantata, texto de Ferdinando Moretti, 1791-6)
- Concierto para violín (1795, Londres)
- Cantata per la consacrazione della Chiesa Maltese (cantata, 1800, San Petersburgo)
- Varias composiciones de música sacra
- Numerosos ballets, cánones, canciones y duetos.

## Cinematografía
- Una cosa rara (2008), de Miguel Perelló, un film para televisión, protagonizado por Toni Cantó y rodado a caballo entre la Comunidad Valenciana y San Petersburgo. Se trata de una biopic sin pretensiones de fidelidad que enlaza las diversas etapas de la vida del compositor utilizando una historia de amor como hilo conductor.[2]